# Toto Tamuz
Toto Adaruns Tamuz Temile (* 1. April 1988 in Warri) ist ein in Nigeria geborener israelischer ehemaliger Fußballspieler. Er hat aufgrund der Herkunft seines Vaters auch einen nigerianischen Pass.

## Kindheit und Jugend
Toto Tamuz wurde in Nigeria geboren, allerdings zogen seine Eltern bereits 1990 mit dem damals Zweijährigen nach Israel, weil sein Vater, Clement Temile, bei Beitar Netanja in Israel als Fußballer aktiv war. Als Beitar in die Situation kam, die Gehälter der Angestellten nicht mehr auszahlen zu können, mussten sich seine Eltern mit Gelegenheitsjobs über Wasser halten. 1991 schließlich zogen sie zurück nach Nigeria, weil sie hofften dort Arbeit zu finden und ließen Toto bei einem Mitspieler seines Vaters zurück. Sie kamen nicht wieder und so wurde er von seinem Gastvater adoptiert, daher auch sein hebräischer Familienname Tamuz.

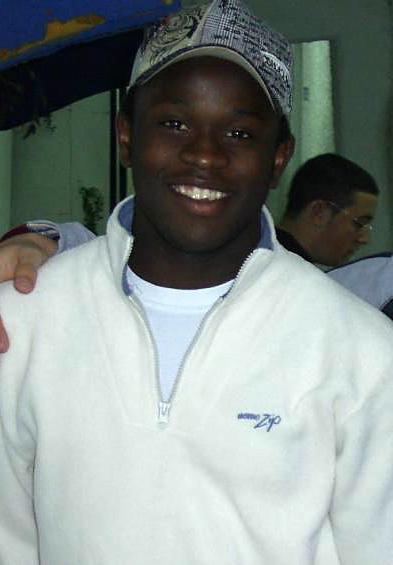
Toto Tamuz 2006

## Vereinskarriere
Der Stürmer, der als eines der größten Talente Israels gilt, stammte aus der Jugend von Hapoel Petach Tikwa. Im Jahr 2006 holte der israelische Meister Beitar Jerusalem Tamuz in sein Team. Von 2010 bis 2013 spielte er bei Hapoel Tel Aviv, ehe ihn Ural Jekaterinburg in die russische Premjer-Liga holte. Von Anfang 2014 bis Februar 2016 stand er bei Petrolul Ploiești in der rumänischen Liga 1 unter Vertrag. Anschließend war er vier Monate ohne Verein, ehe er zu Hunan Billows in die chinesische League One. Die Saison 2016 beendete er mit seinem Team auf dem letzten Platz. Er kehrte Anfang 2017 zu Hapoel Tel Aviv zurück. Eine letzte Station bildete Petrolul Ploiești in Rumänien; dann beendete er seine Karriere.

## Nationalmannschaftskarriere
Am 6. September 2006 gab Tamuz gegen Andorra sein Debüt für die A-Nationalmannschaft, hierbei schoss er in der 68. Minute sein erstes Tor.